# Berrysburg, Pennsylvania
Berrysburg là một thị trấn thuộc quận Dauphin, tiểu bang Pennsylvania, Hoa Kỳ. Năm 2010, dân số của thị trấn này là 368 người.